# Comuni dell'Estremadura

Estremadura in Spagna

I comuni dell'Estremadura sono pari a 387.

## Lista
Provincia di Badajoz
| Comune                    | Popolazione (2015) |
| ------------------------- | ------------------ |
| Acedera                   | 816                |
| Aceuchal                  | 5 471              |
| Ahillones                 | 960                |
| Alange                    | 1 914              |
| Alburquerque              | 5 486              |
| Alconchel                 | 1 790              |
| Alconera                  | 747                |
| Aljucén                   | 240                |
| Almendral                 | 1 296              |
| Almendralejo              | 34 265             |
| Arroyo de San Serván      | 4 175              |
| Atalaya                   | 302                |
| Azuaga                    | 8 031              |
| Badajoz                   | 149 892            |
| Barcarrota                | 3 634              |
| Baterno                   | 318                |
| Benquerencia de la Serena | 888                |
| Berlanga                  | 2 434              |
| Bienvenida                | 2 218              |
| Bodonal de la Sierra      | 1 081              |
| Burguillos del Cerro      | 3 179              |
| Cabeza del Buey           | 5 138              |
| Cabeza la Vaca            | 1 391              |
| Calamonte                 | 6 330              |
| Calera de León            | 1 014              |
| Calzadilla de los Barros  | 845                |
| Campanario                | 5 150              |
| Campillo de Llerena       | 1 414              |
| Capilla                   | 191                |
| Carmonita                 | 561                |
| Casas de Don Pedro        | 1 560              |
| Casas de Reina            | 199                |
| Castilblanco              | 1 085              |
| Castuera                  | 6 163              |
| Cheles                    | 1 221              |
| Cordobilla de Lácara      | 960                |
| Corte de Peleas           | 1 312              |
| Cristina                  | 556                |
| Don Álvaro                | 781                |
| Don Benito                | 36 971             |
| El Carrascalejo           | 71                 |
| Entrín Bajo               | 562                |
| Esparragalejo             | 1 489              |
| Esparragosa de la Serena  | 1 060              |
| Esparragosa de Lares      | 972                |
| Feria                     | 1 209              |
| Fregenal de la Sierra     | 4 968              |
| Fuenlabrada de los Montes | 1 921              |
| Fuente de Cantos          | 4 941              |
| Fuente del Arco           | 709                |
| Fuente del Maestre        | 6 856              |
| Fuentes de León           | 2 415              |
| Garbayuela                | 543                |
| Garlitos                  | 630                |
| Granja de Torrehermosa    | 2 160              |
| Guadiana                  | 2 527              |
| Guareña                   | 7 151              |
| Helechosa de los Montes   | 716                |
| Herrera del Duque         | 3 686              |
| Higuera de la Serena      | 969                |
| Higuera de Llerena        | 352                |
| Higuera de Vargas         | 2 020              |
| Higuera la Real           | 2 359              |
| Hinojosa del Valle        | 514                |
| Hornachos                 | 3 749              |
| Jerez de los Caballeros   | 9 615              |
| La Albuera                | 2 046              |
| La Codosera               | 2 197              |
| La Coronada               | 2 195              |
| La Garrovilla             | 2 453              |
| La Haba                   | 1 286              |
| La Lapa                   | 287                |
| La Morera                 | 736                |
| La Nava de Santiago       | 1 005              |
| La Parra                  | 1 383              |
| La Roca de la Sierra      | 1 515              |
| La Zarza                  | 3 586              |
| Llera                     | 888                |
| Llerena                   | 5 929              |
| Lobón                     | 2 837              |
| Los Santos de Maimona     | 8 254              |
| Magacela                  | 552                |
| Maguilla                  | 1 007              |
| Malcocinado               | 395                |
| Malpartida de la Serena   | 599                |
| Manchita                  | 760                |
| Medellín                  | 2 306              |
| Medina de las Torres      | 1 280              |
| Mengabril                 | 472                |
| Mérida                    | 58 971             |
| Mirandilla                | 1 349              |
| Monesterio                | 4 306              |
| Montemolín                | 1 455              |
| Monterrubio de la Serena  | 2 490              |
| Montijo                   | 15 789             |
| Navalvillar de Pela       | 4 671              |
| Nogales                   | 700                |
| Oliva de la Frontera      | 5 403              |
| Oliva de Mérida           | 1 798              |
| Olivenza                  | 12 090             |
| Orellana de la Sierra     | 245                |
| Orellana la Vieja         | 2 836              |
| Palomas                   | 697                |
| Peñalsordo                | 1 042              |
| Peraleda del Zaucejo      | 565                |
| Puebla de Alcocer         | 1 240              |
| Puebla de la Calzada      | 5 970              |
| Puebla de la Reina        | 789                |
| Puebla de Obando          | 1 894              |
| Puebla de Sancho Pérez    | 2 793              |
| Puebla del Maestre        | 759                |
| Puebla del Prior          | 515                |
| Pueblonuevo del Guadiana  | 2 046              |
| Quintana de la Serena     | 4 818              |
| Reina                     | 169                |
| Rena                      | 655                |
| Retamal de Llerena        | 475                |
| Ribera del Fresno         | 3 440              |
| Risco                     | 158                |
| Salvaleón                 | 1 893              |
| Salvatierra de los Barros | 1 712              |
| San Pedro de Mérida       | 877                |
| San Vicente de Alcántara  | 5 689              |
| Sancti-Spíritus           | 227                |
| Santa Amalia              | 4 149              |
| Santa Marta               | 4 301              |
| Segura de León            | 2 012              |
| Siruela                   | 2 017              |
| Solana de los Barros      | 2 692              |
| Talarrubias               | 3 576              |
| Talavera la Real          | 5 484              |
| Táliga                    | 721                |
| Tamurejo                  | 225                |
| Torre de Miguel Sesmero   | 1 261              |
| Torremayor                | 1 049              |
| Torremejía                | 2 259              |
| Trasierra                 | 654                |
| Trujillanos               | 1 442              |
| Usagre                    | 1 851              |
| Valdecaballeros           | 1 135              |
| Valdelacalzada            | 2 784              |
| Valdetorres               | 1 246              |
| Valencia de las Torres    | 645                |
| Valencia del Mombuey      | 766                |
| Valencia del Ventoso      | 2 084              |
| Valle de la Serena        | 1 302              |
| Valle de Matamoros        | 391                |
| Valle de Santa Ana        | 1 175              |
| Valverde de Burguillos    | 296                |
| Valverde de Leganés       | 4 184              |
| Valverde de Llerena       | 645                |
| Valverde de Mérida        | 1 086              |
| Villafranca de los Barros | 13 289             |
| Villagarcía de la Torre   | 945                |
| Villagonzalo              | 1 295              |
| Villalba de los Barros    | 1 574              |
| Villanueva de la Serena   | 26 021             |
| Villanueva del Fresno     | 3 489              |
| Villar de Rena            | 1 413              |
| Villar del Rey            | 2 273              |
| Villarta de los Montes    | 516                |
| Zafra                     | 16 857             |
| Zahínos                   | 2 844              |
| Zalamea de la Serena      | 3 786              |
| Zarza-Capilla             | 359                |

Provincia di Cáceres
| Comune                    | Popolazione (2015) |
| ------------------------- | ------------------ |
| Abadía                    | 336                |
| Abertura                  | 429                |
| Acebo                     | 569                |
| Acehúche                  | 822                |
| Aceituna                  | 623                |
| Ahigal                    | 1 421              |
| Alagón del Río            | 923                |
| Albalá                    | 730                |
| Alcántara                 | 1 571              |
| Alcollarín                | 256                |
| Alcuéscar                 | 2 759              |
| Aldea del Cano            | 667                |
| Aldeacentenera            | 646                |
| Aldeanueva de la Vera     | 2 155              |
| Aldeanueva del Camino     | 791                |
| Aldehuela de Jerte        | 367                |
| Alía                      | 936                |
| Aliseda                   | 1 957              |
| Almaraz                   | 1 669              |
| Almoharín                 | 1 933              |
| Arroyo de la Luz          | 6 042              |
| Arroyomolinos             | 787                |
| Arroyomolinos de la Vera  | 471                |
| Baños de Montemayor       | 774                |
| Barrado                   | 434                |
| Belvís de Monroy          | 650                |
| Benquerencia              | 80                 |
| Berrocalejo               | 125                |
| Berzocana                 | 461                |
| Bohonal de Ibor           | 499                |
| Botija                    | 189                |
| Brozas                    | 1 953              |
| Cabañas del Castillo      | 470                |
| Cabezabellosa             | 381                |
| Cabezuela del Valle       | 2 267              |
| Cabrero                   | 356                |
| Cáceres                   | 95 617             |
| Cachorrilla               | 93                 |
| Cadalso                   | 468                |
| Calzadilla                | 501                |
| Caminomorisco             | 1 268              |
| Campillo de Deleitosa     | 52                 |
| Campo Lugar               | 916                |
| Cañamero                  | 1 709              |
| Cañaveral                 | 1 081              |
| Carbajo                   | 217                |
| Carcaboso                 | 1 136              |
| Carrascalejo              | 257                |
| Casar de Cáceres          | 4 664              |
| Casar de Palomero         | 1 245              |
| Casares de las Hurdes     | 449                |
| Casas de Don Antonio      | 204                |
| Casas de Don Gómez        | 301                |
| Casas de Millán           | 653                |
| Casas de Miravete         | 157                |
| Casas del Castañar        | 604                |
| Casas del Monte           | 828                |
| Casatejada                | 1 428              |
| Casillas de Coria         | 416                |
| Castañar de Ibor          | 1 112              |
| Ceclavín                  | 1 943              |
| Cedillo                   | 490                |
| Cerezo                    | 186                |
| Cilleros                  | 1 757              |
| Collado de la Vera        | 181                |
| Conquista de la Sierra    | 191                |
| Coria                     | 12 930             |
| Cuacos de Yuste           | 865                |
| Deleitosa                 | 775                |
| Descargamaría             | 147                |
| El Gordo                  | 394                |
| El Torno                  | 956                |
| Eljas                     | 941                |
| Escurial                  | 755                |
| Fresnedoso de Ibor        | 293                |
| Galisteo                  | 992                |
| Garciaz                   | 804                |
| Garganta la Olla          | 1 010              |
| Gargantilla               | 409                |
| Gargüera de la Vera       | 126                |
| Garrovillas de Alconétar  | 2 205              |
| Garvín                    | 92                 |
| Gata                      | 1 593              |
| Guadalupe                 | 2 013              |
| Guijo de Coria            | 216                |
| Guijo de Galisteo         | 1 576              |
| Guijo de Granadilla       | 581                |
| Guijo de Santa Bárbara    | 431                |
| Herguijuela               | 336                |
| Hernán-Pérez              | 485                |
| Herrera de Alcántara      | 270                |
| Herreruela                | 375                |
| Hervás                    | 4 194              |
| Higuera                   | 114                |
| Hinojal                   | 417                |
| Holguera                  | 692                |
| Hoyos                     | 934                |
| Huélaga                   | 220                |
| Ibahernando               | 554                |
| Jaraicejo                 | 510                |
| Jaraíz de la Vera         | 6 481              |
| Jarandilla de la Vera     | 2 955              |
| Jarilla                   | 146                |
| Jerte                     | 1 282              |
| La Aldea del Obispo       | 331                |
| La Cumbre                 | 914                |
| La Garganta               | 446                |
| La Granja                 | 357                |
| La Pesga                  | 1 130              |
| Ladrillar                 | 222                |
| Logrosán                  | 2 068              |
| Losar de la Vera          | 2 833              |
| Madrigal de la Vera       | 1 705              |
| Madrigalejo               | 1 855              |
| Madroñera                 | 2 695              |
| Majadas                   | 1 343              |
| Malpartida de Cáceres     | 4 337              |
| Malpartida de Plasencia   | 4 714              |
| Marchagaz                 | 220                |
| Mata de Alcántara         | 320                |
| Membrío                   | 695                |
| Mesas de Ibor             | 187                |
| Miajadas                  | 9 944              |
| Millanes                  | 257                |
| Mirabel                   | 687                |
| Mohedas de Granadilla     | 849                |
| Monroy                    | 1 037              |
| Montánchez                | 1 828              |
| Montehermoso              | 5 844              |
| Moraleja                  | 6 963              |
| Morcillo                  | 407                |
| Navaconcejo               | 2 030              |
| Navalmoral de la Mata     | 17 156             |
| Navalvillar de Ibor       | 447                |
| Navas del Madroño         | 1 372              |
| Navezuelas                | 664                |
| Nuñomoral                 | 1 392              |
| Oliva de Plasencia        | 336                |
| Palomero                  | 378                |
| Pasarón de la Vera        | 655                |
| Pedroso de Acim           | 104                |
| Peraleda de la Mata       | 1 403              |
| Peraleda de San Román     | 306                |
| Perales del Puerto        | 970                |
| Pescueza                  | 165                |
| Piedras Albas             | 156                |
| Pinofranqueado            | 1 762              |
| Piornal                   | 1 555              |
| Plasencia                 | 40 755             |
| Plasenzuela               | 501                |
| Portaje                   | 397                |
| Portezuelo                | 246                |
| Pozuelo de Zarzón         | 483                |
| Puerto de Santa Cruz      | 363                |
| Rebollar                  | 219                |
| Riolobos                  | 1 310              |
| Robledillo de Gata        | 99                 |
| Robledillo de la Vera     | 301                |
| Robledillo de Trujillo    | 372                |
| Robledollano              | 327                |
| Romangordo                | 263                |
| Rosalejo                  | 1 495              |
| Ruanes                    | 75                 |
| Salorino                  | 630                |
| Salvatierra de Santiago   | 239                |
| San Martín de Trevejo     | 851                |
| Santa Ana                 | 276                |
| Santa Cruz de la Sierra   | 329                |
| Santa Cruz de Paniagua    | 326                |
| Santa Marta de Magasca    | 295                |
| Santiago de Alcántara     | 583                |
| Santiago del Campo        | 279                |
| Santibáñez el Alto        | 349                |
| Santibáñez el Bajo        | 738                |
| Saucedilla                | 877                |
| Segura de Toro            | 189                |
| Serradilla                | 1 637              |
| Serrejón                  | 443                |
| Sierra de Fuentes         | 2 040              |
| Talaván                   | 887                |
| Talaveruela de la Vera    | 345                |
| Talayuela                 | 8 240              |
| Tejeda de Tiétar          | 837                |
| Tiétar                    | 940                |
| Toril                     | 170                |
| Tornavacas                | 1 144              |
| Torre de Don Miguel       | 503                |
| Torre de Santa María      | 582                |
| Torrecilla de los Ángeles | 653                |
| Torrecillas de la Tiesa   | 1 134              |
| Torrejón el Rubio         | 628                |
| Torrejoncillo             | 3 184              |
| Torremenga                | 629                |
| Torremocha                | 915                |
| Torreorgaz                | 1 695              |
| Torrequemada              | 601                |
| Trujillo                  | 9 510              |
| Valdastillas              | 334                |
| Valdecañas de Tajo        | 137                |
| Valdefuentes              | 1 293              |
| Valdehúncar               | 187                |
| Valdelacasa de Tajo       | 455                |
| Valdemorales              | 198                |
| Valdeobispo               | 701                |
| Valencia de Alcántara     | 5 699              |
| Valverde de la Vera       | 529                |
| Valverde del Fresno       | 2 422              |
| Vegaviana                 | 863                |
| Viandar de la Vera        | 255                |
| Villa del Campo           | 515                |
| Villa del Rey             | 130                |
| Villamesías               | 289                |
| Villamiel                 | 518                |
| Villanueva de la Sierra   | 460                |
| Villanueva de la Vera     | 2 122              |
| Villar de Plasencia       | 223                |
| Villar del Pedroso        | 636                |
| Villasbuenas de Gata      | 388                |
| Zarza de Granadilla       | 1 843              |
| Zarza de Montánchez       | 594                |
| Zarza la Mayor            | 1 359              |
| Zorita                    | 1 502              |